# Eréndira Ibarra
Eréndira Ibarra (Mexikóváros, Mexikó 1985. szeptember 25. –) mexikói színésznő.

## Élete és pályafutása
1985. szeptember 25-én született Mexikóvárosban. Édesapja, az ismert mexikói producer Epigmenio Ibarra, édesanyja Wanda Klor. Nővére, Natasha forgatókönyvíró, húga, Camila szintén a színészjátszást választotta hivatásként.
2010 decemberében feleségül ment Fredd Londoño, venezuelai modellhez.
Édesapjának köszönhetően fiatal kora óta szerepelt a televízióban. Tanulmányait a TV Azteca színészképzőjében a Centro de Formación Actoralban (CEFAC) végezte el. 2008-ban megkapta a Capadocia című sorozatban Sofía López szerepét. Ugyanebben az évben szerepet kapott a Casi Divas című vígjátékban, valamint a TV Azteca Deseo prohibido című telenovellájában. 2009-ben az Entre líneas és a Juegos inocentes című filmben játszott. 2010-ben a Las Aparicioban Marianat alakította.

## Filmográfia

### Televízió
| Év   | Eredeti cím                                         | Cím                 | Szerep                  |
| ---- | --------------------------------------------------- | ------------------- | ----------------------- |
| 2006 | Sexo, amor y otras perversiones 2                   |                     | María                   |
| 2008 | Capadocia                                           | Capadocia (1. évad) | Sofía López             |
| 2008 | Deseo prohibido                                     |                     | Rebeca Santos           |
| 2010 | Capadocia                                           | Capadocia (2. évad) | Sofía López             |
| 2010 | Las Aparicio                                        |                     | Mariana                 |
| 2011 | Decisiones extremas (epizód: Mama cuida a mi novia) |                     | Valeria                 |
| 2011 | El Diez                                             |                     | Ximena Calleja          |
| 2012 | El octavo mandamiento                               |                     | Casilda Barreiro        |
| 2012 | Infames                                             |                     | Casilda Barreiro        |
| 2012 | Capadocia                                           | Capadocia (3. évad) | Sofía López             |
| 2014 | Camelia, La Texana                                  |                     | Alison Bailow de Varela |
| 2015 | Sense8                                              |                     | Daniela Velázquez       |

### Film
| Év   | Eredeti cím          | Cím | Szerep  |
| ---- | -------------------- | --- | ------- |
| 2005 | Acapulco Golden      |     |         |
| 2008 | Casi Divas           |     | Sandra  |
| 2009 | Entre líneas         |     | Johanna |
| 2009 | Juegos inocentes     |     |         |
| 2013 | Monstruosamente Solo |     | Camila  |

## Fordítás
- Ez a szócikk részben vagy egészben  az   Eréndira Ibarra című spanyol Wikipédia-szócikk fordításán alapul.  Az eredeti cikk szerkesztőit annak laptörténete sorolja fel. Ez a jelzés csupán a megfogalmazás eredetét és a szerzői jogokat jelzi, nem szolgál a cikkben szereplő információk forrásmegjelöléseként.